# Jarrin Solomon
Jarrin Solomon (ur. 11 stycznia 1986 w Albuquerque) – trynidadzko-tobagijski lekkoatleta specjalizujący się w biegach sprinterskich, brązowy medalista igrzysk olimpijskich z Londynu w sztafecie 4 x 400 metrów.
Podczas igrzysk panamerykańskich w Rio de Janeiro (2007) sztafeta 4 × 400 metrów z Solomonem w składzie zajęła czwarte miejsce. W tym samym sezonie bez powodzenia brał udział w mistrzostwach świata. W 2010 odpadł w eliminacjach biegu na 400 metrów podczas halowych mistrzostw świata, a latem zdobył brązowy medal igrzysk Ameryki Środkowej i Karaibów w sztafecie 4 × 400 metrów. Srebrny medalista w biegu rozstawnym 4 x 400 metrów z mistrzostw Ameryki Środkowej i Karaibów oraz uczestnik mistrzostw świata w 2011. Zimą 2012 zdobył brąz halowych mistrzostw świata w biegu sztafetowym, ustanawiając halowy rekord kraju (3:06,85). W sierpniu 2012 zdobył brązowy medal igrzysk olimpijskich w Londynie, ustanowiając rekord Trynidadu i Tobago w sztafecie 4 x 400 metrów na otwartym stadionie – 2:59,40. Złoty medalista mistrzostw Ameryki Środkowej i Karaibów w Morelii (2013) na 400 i 4 × 400 metrów. W tym samym roku dotarł do półfinału 400 metrów na mistrzostwach świata, a wraz z kolegami z reprezentacji był szósty w sztafecie 4 × 400 metrów. Brązowy medalista IAAF World Relays oraz igrzysk Wspólnoty Narodów w 2014. W 2015 sięgnął po złoto igrzysk panamerykańskich w biegu rozstawnym oraz zdobył srebrny medal mistrzostw świata w Pekinie za bieg w eliminacjach sztafety 4 × 400 metrów. W 2016 zdobył swój drugi brąz halowych mistrzostw świata. Złoty medalista światowego czempionatu w Londynie (2017) w sztafecie 4 × 400 metrów.
Medalista mistrzostw kraju.
Jego ojcem jest Mike Solomon – były sprinter, medalista igrzysk Ameryki Środkowej i Karaibów, dwukrotny uczestnik igrzysk olimpijskich.
Rekordy życiowe w biegu na 400 metrów: stadion – 44,98 (19 lipca 2014, Heusden-Zolder); hala – 46,23 (8 lutego 2013, Albuquerque).